# 塞哥维亚主教座堂

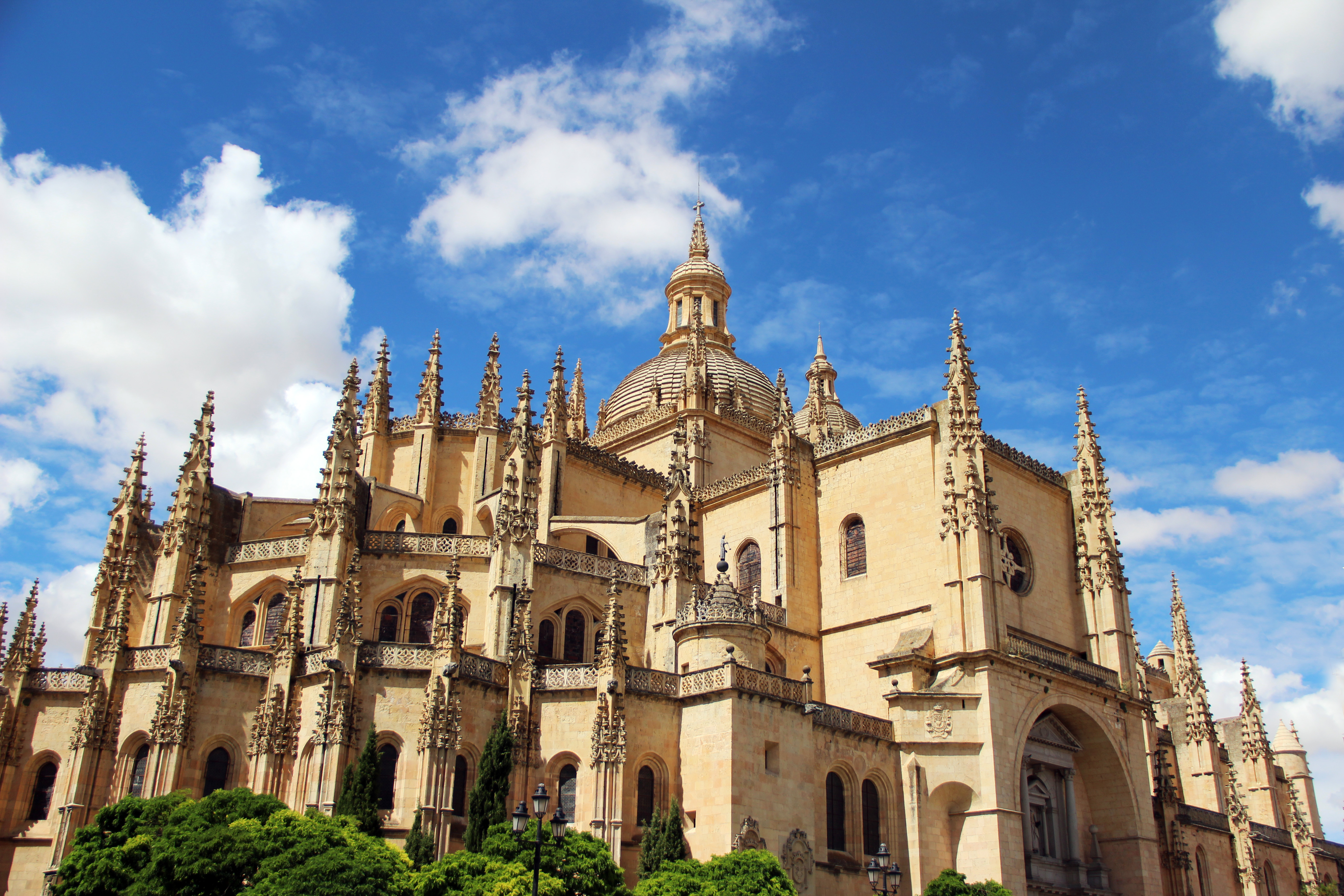
塞哥維亞主教座堂

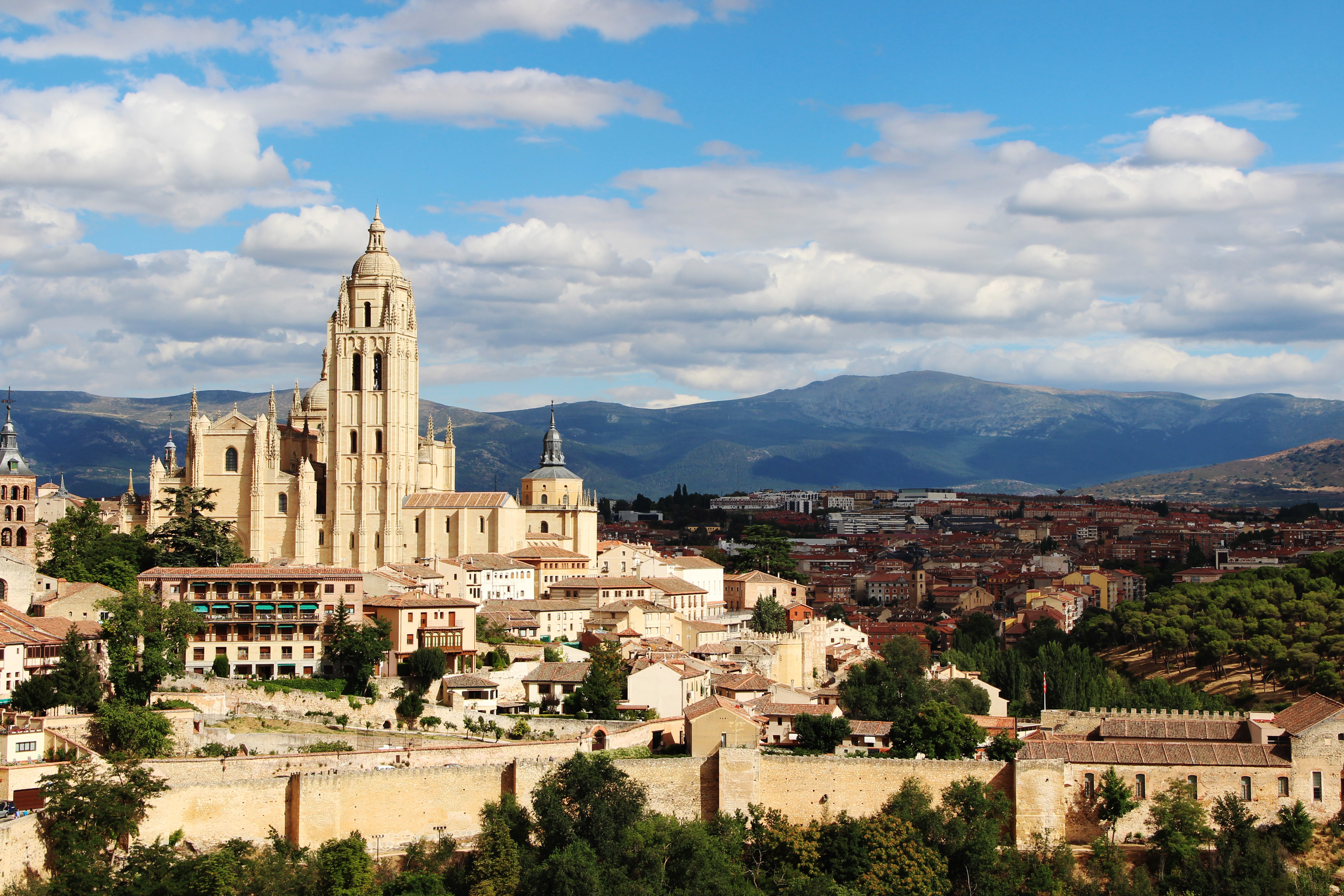
塞哥維亞主教座堂

塞哥维亚主教座堂（西班牙語：Catedral de Segovia），全名塞哥维亞聖教會聖母升天暨聖弗魯托斯主教座堂（西班牙語：Santa Iglesia Catedral de Nuestra Señora de la Asunción y de San Frutos de Segovia），是位於西班牙塞哥维亚的天主教主教座堂，座落於塞哥维亚旧城内的主廣場（Plaza Mayor），以聖母為該教堂之主保。
塞哥维亚主教座堂是西班牙和欧洲中古晚期建造的哥特式主教座堂，建于16世纪（1525年到1577年），以代替毁于1511年公社起义的旧教堂。当时欧洲大部分地区已经流行文艺复兴建筑。宽50米，进深105米。穹顶完成于17世纪。钟楼高达88米，是西班牙最高的钟楼。